# Pjatničanská věž
Pjatničanská věž (ukrajinsky) je hrad ve stejnojmenné vesnici v okrese Žydačiv ve Lvovské oblasti na Ukrajině.

## Historie
Hrad vznikl dle historika Oresta Maciucha patrně ve 14. nebo 15. století. První spolehlivá zmínka o vesnici pochází z roku 1418, hrad je zmíněn až roku 1454. Hrad byl až do devadesátých let 20. století zříceninou, v letech 1990–1991 byla hradní věž restaurována. Od roku 1995 je hrad pobočkou Lvovské národní galerie umění a je přístupný veřejnosti.

## Architektura
Hradní branská věž má čtvercový půdorys o rozměrech 8,1 × 7,6 metru, věž je vysoká přibližně deset metrů a v minulosti byla čtyřpatrová a podsklepená. Věž je opatřena střílnami a padacím mostem, v jižní části areálu hradu je dochován příkop.    